# Vermenton
Vermenton ist eine französische Gemeinde mit 1.273 Einwohnern (Stand: 1. Januar 2022) im Département Yonne in der Region Bourgogne-Franche-Comté. Sie gehört zum Arrondissement Auxerre und zum Kanton Joux-la-Ville (bis 2015: Kanton Vermenton). Die Einwohner werden Vermentonnais genannt.
Sie entstand als gleichnamige Commune nouvelle mit Wirkung vom 1. Januar 2016 durch die Integration der bisherigen Gemeinde Sacy, die in der neuen Gemeinde den Status einer Commune déléguée hat. Der Verwaltungssitz befindet sich in Vermenton.

## Gliederung
| Ortsteil                      | ehemaliger INSEE-Code | Fläche (km²) | Höhenlage (m) | Einwohnerzahl (2016) |
| ----------------------------- | --------------------- | ------------ | ------------- | -------------------- |
| Sacy                          | 89330                 | 27,70        | 137–284       | 0177                 |
| Vermenton (Verwaltungssitz)00 | 89441                 | 25,64        | 112–263       | 1143                 |

## Geografie
Vermenton liegt 19 Kilometer südöstlich von Auxerre auf einem waldreichen Plateau zwischen den Flüssen Cure und Serein. Umgeben wird Vermenton von den Nachbargemeinden Cravant im Norden und Nordwesten, Saint-Cyr-les-Colons und Lichères-près-Aigremont im Nordosten, Nitry im Osten, Joux-la-Ville im Südosten, Lucy-sur-Cure und Bessy-sur-Cure im Süden sowie Accolay im Westen und Südwesten.
Vermenton wird durch den etwa vier Kilometer langen Stichkanal des Canal d’Accolay mit dem Canal du Nivernais verbunden.

## Bevölkerungsentwicklung
| Gemeinde                  | Einwohnerzahlen (Census) |      |      |      |      |      |      |      |      |      |      |
| Gemeinde                  | 1962                     | 1968 | 1975 | 1982 | 1990 | 1999 | 2006 | 2008 | 2011 | 2013 | 2016 |
| ------------------------- | ------------------------ | ---- | ---- | ---- | ---- | ---- | ---- | ---- | ---- | ---- | ---- |
| Sacy                      | 258                      | 236  | 219  | 197  | 169  | 211  | 209  | 208  | 200  | 189  | 177  |
| Vermenton                 | 1391                     | 1319 | 1261 | 1166 | 1105 | 1199 | 1203 | 1204 | 1180 | 1172 | 1143 |
| Vermenton00               | 1649                     | 1555 | 1480 | 1363 | 1274 | 1410 | 1412 | 1412 | 1380 | 1361 | 1320 |
| Quelle: Cassini und INSEE |                          |      |      |      |      |      |      |      |      |      |      |

Die (Gesamt-)Einwohnerzahlen der Gemeinde Vermenton wurden durch Addition der bis Ende 2015 selbständigen Gemeinden ermittelt.

## Sehenswürdigkeiten
- Kirche Notre-Dame in Vermenton aus dem 12./13. Jahrhundert, Monument historique seit 1920
- Kirche Saint-Jean-Baptiste in Sacy
- Kloster Reigny, erbaut 1120, Monument historique seit 1920
- Turm Le Méridien
- Zwei Siechenhäuser

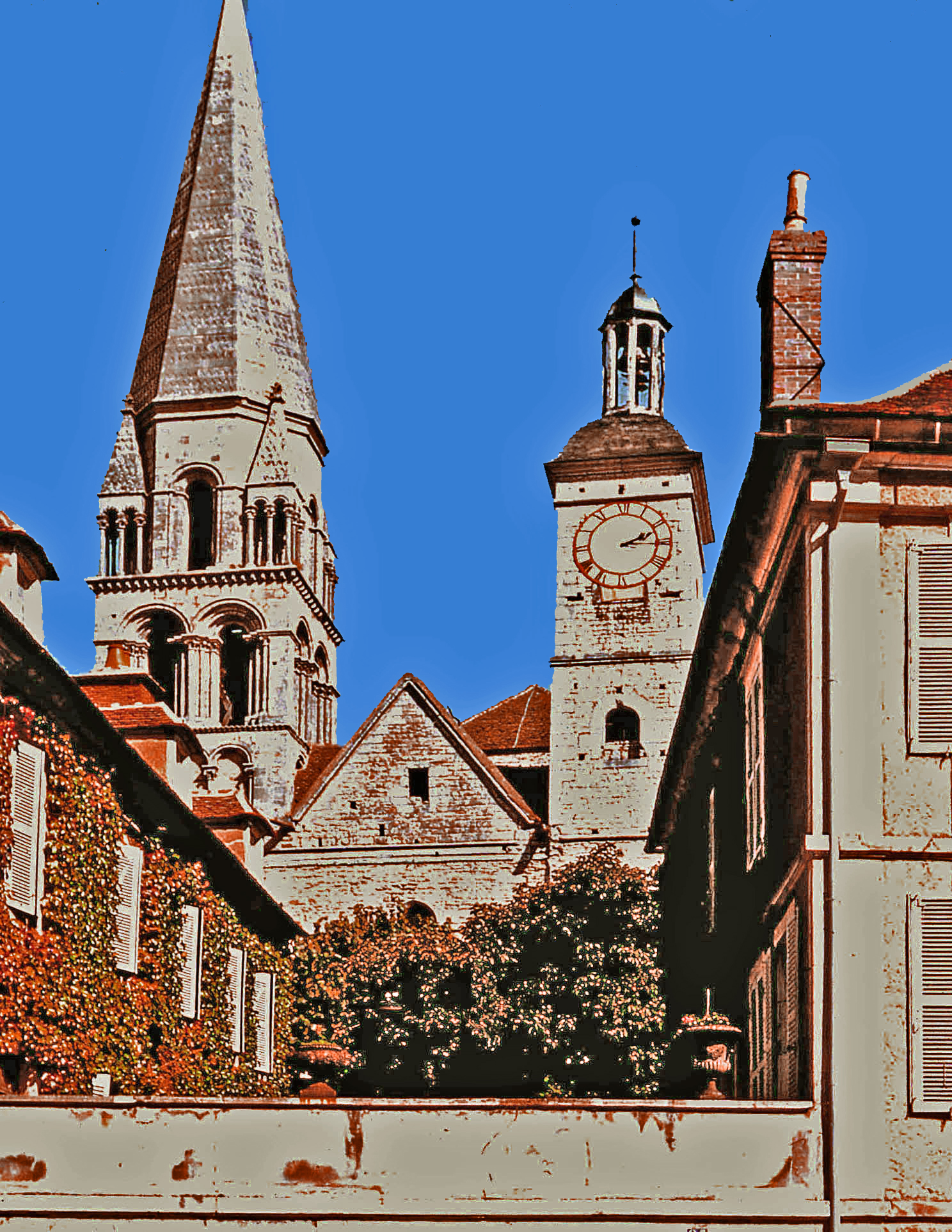
Kirche Notre-Dame
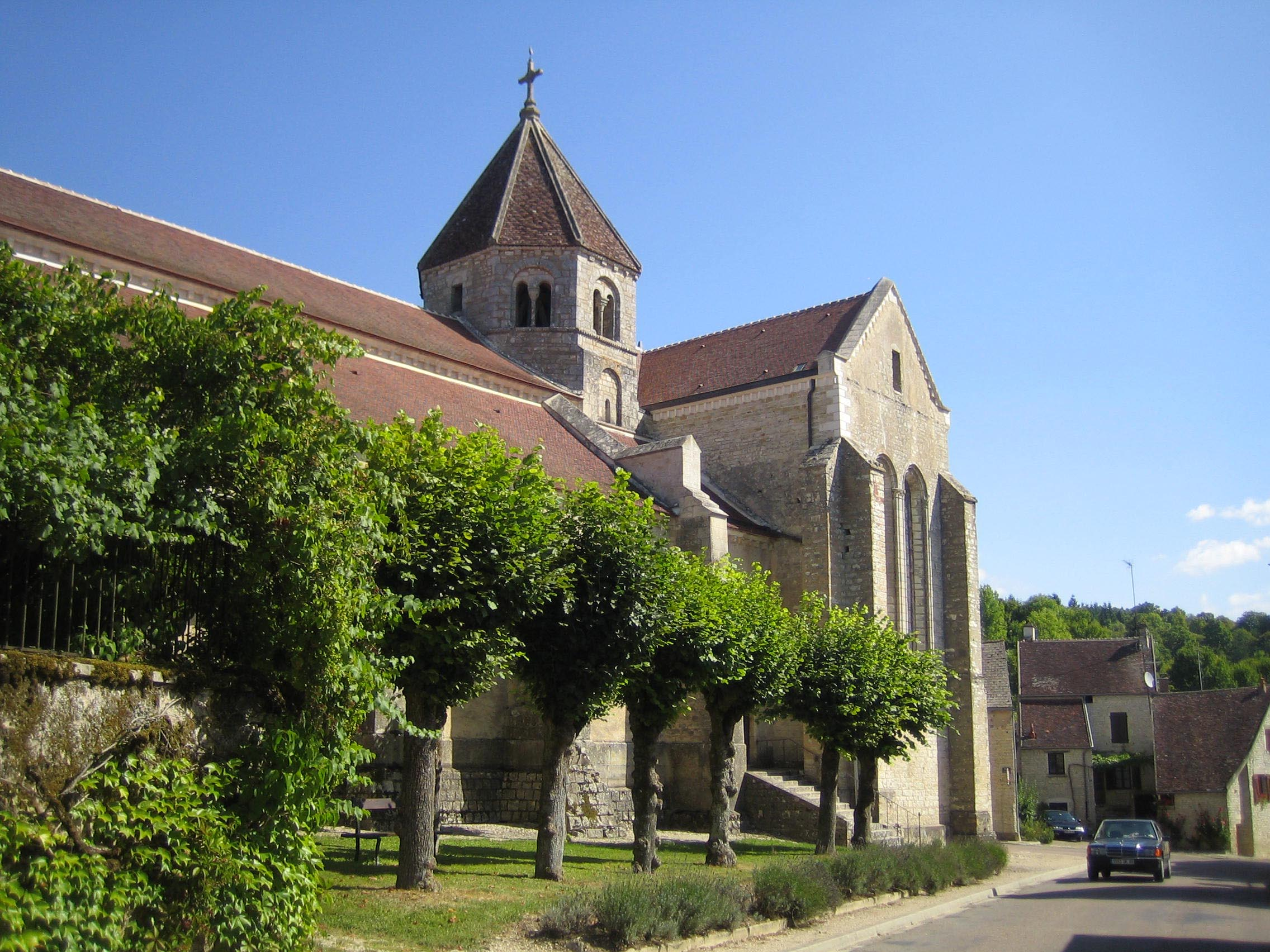
Kirche Saint-Jean-Baptiste
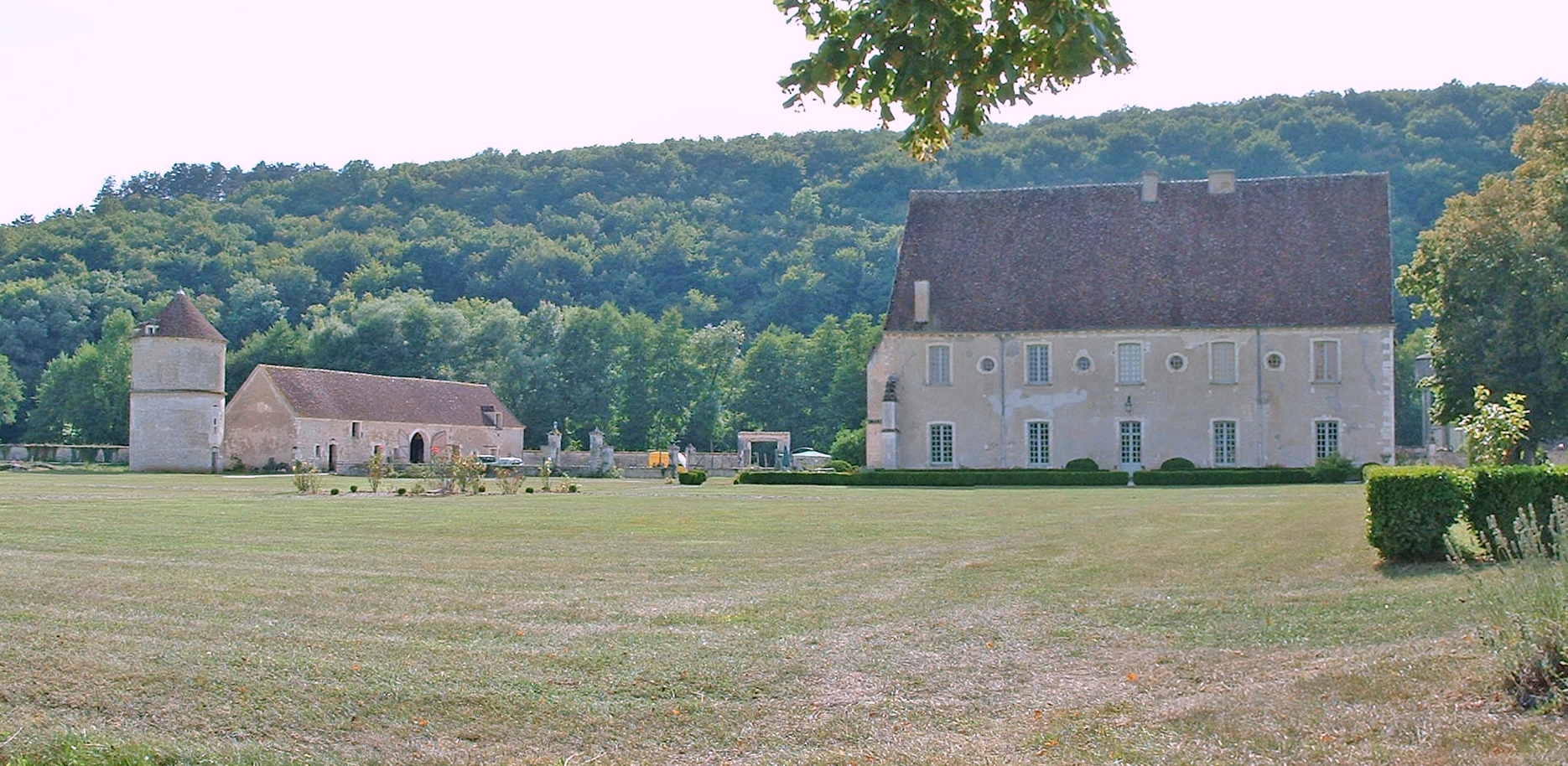
Kloster Reigny
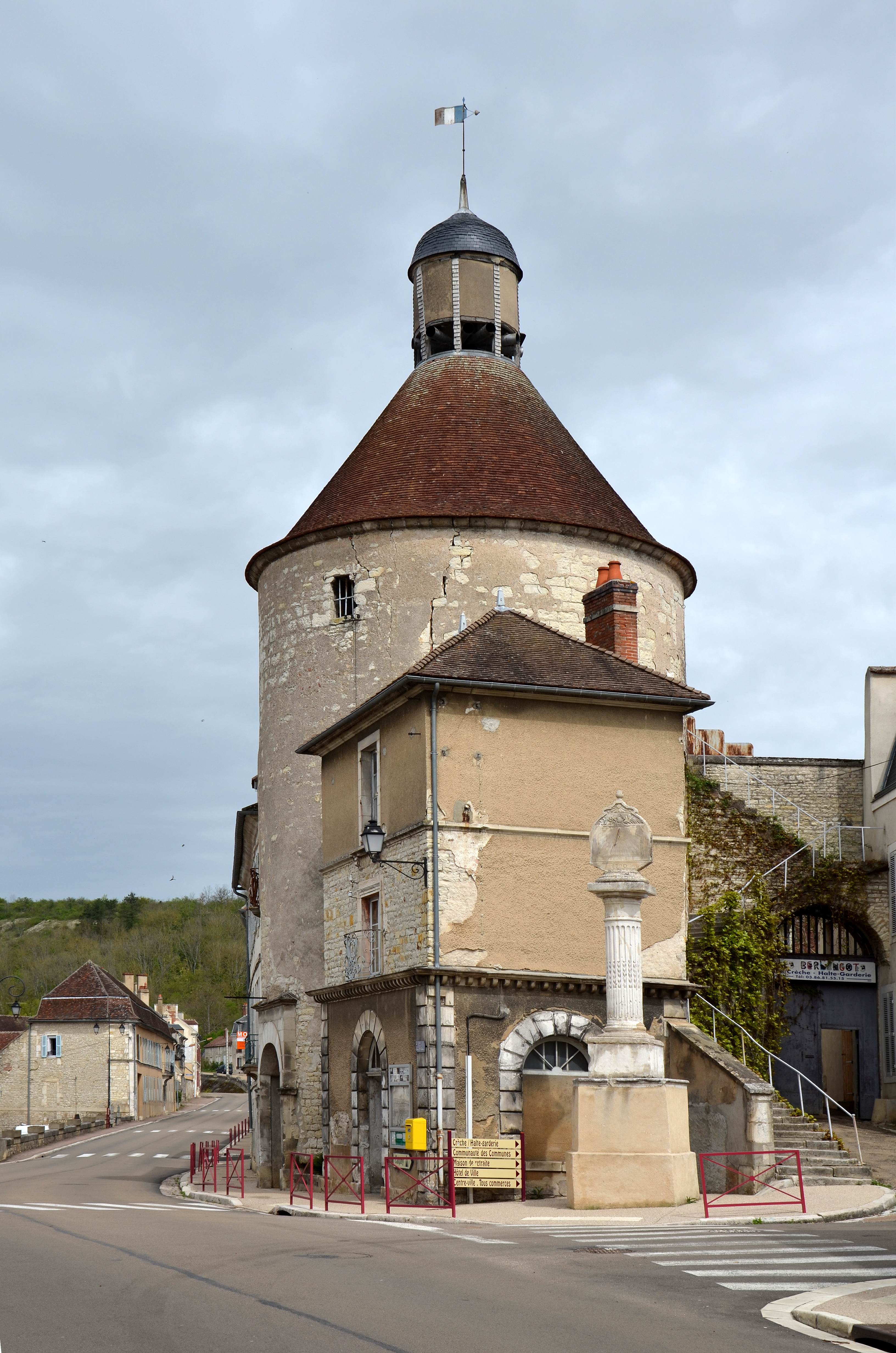
Turm Le Méridien

## Gemeindepartnerschaften
Mit den deutschen Gemeinden Zerf und Greimerath in Rheinland-Pfalz bestehen seit 1985 Partnerschaften.